# Jan Linsen
Jan Linsen (Hoorn, 1602/1603 - Hoorn, maig de 1635) fou un pintor i dibuixant del barroc neerlandès, de l'Edat d'Or neerlandesa.

## Biografia
Va pintar paisatges principalment amb escenes mitològiques i bíbliques. Res se sap dels seus orígens o la seva formació. Va ser influït especialment per Bartholomeus Breenbergh, i per Cornelis van Poelenburgh, Dirck van der Lisse i Paul Brill.
El 1624, està documentat a Roma, on va viure en la Strada dell'Olmo de la parròquia Sancti Nicolai; allà va compartir una casa amb Paulus Bor i Michelangelo Cerquozzi. Va ser membre dels «Bentvueghels», que li van donar el «Hermafrodita».
Va tornar a la seva ciutat natal el 1626. El 26 de maig de 1635, a la posada Croon van Sweden, durant una baralla en un joc de cartes, va rebre una punyalada a l'estómac i va morir de les seves ferides poc després.